# 城陽市立青谷小学校
城陽市立青谷小学校（じょうようしりつ あおだにしょうがっこう）は、京都府城陽市にある公立小学校。

## 概要
城陽市南部を校区とする小学校である。明治時代からの歴史を誇る小学校である。

## 沿革
- 1889年（明治22年）10月 - 青谷尋常小学校創立
- 1901年（明治34年）4月 - 青谷尋常高等小学校へ改称
- 1941年（昭和16年）4月 - 綴喜郡青谷国民学校へ改称
- 1947年（昭和22年）4月 - 青谷村立青谷小学校へ改称
- 1951年（昭和26年）4月 - 城陽町成立に伴い城陽町立青谷小学校へ改称
- 1964年（昭和39年）4月 - ミルク給食開始
- 1965年（昭和40年）8月 - プール完成
- 1967年（昭和42年）6月 - 完全給食開始
- 1972年（昭和47年）5月 - 市制施行に伴い城陽市立青谷小学校へ改称
- 1980年（昭和55年）3月 - 校舎・体育館の増改築事業完了
- 1986年（昭和61年）1月 - 校舎を増築
- 1989年（平成元年）10月 - 100周年記念式典を実施
- 1998年（平成10年）4月 - 焼却炉廃止に伴いシュレッダー設置
- 1998年（平成10年）8月 - 特別教室にエアコンを設置
- 2002年（平成14年）3月 - ADSL、防犯システムを設置
- 2003年（平成15年）3月 - プール改修工事完了
- 2004年（平成16年）3月 - 普通教室に緊急通報システムを設置
- 2005年（平成17年）8月 - 北校舎大規模改造事業が完成
- 2008年（平成20年）4月 - AED（自動体外式除細動器）を配置
- 2017年5月 - エアコン設置工事が竣工

## 主な進学先
- 城陽市立南城陽中学校

## 交通
- JR奈良線 山城青谷駅下車 北東へ約500m
- JR奈良線 長池駅または山城青谷駅から城陽市乗合タクシー 中村停留所下車 南へ約150m

## 校区が隣接している学校
- 城陽市立富野小学校
- 宇治田原町立田原小学校
- 井手町立多賀小学校
- 京田辺市立田辺東小学校